# Ricard III (pel·lícula de 1995)
Ricard III (títol original en anglès: Richard III) és una pel·lícula estatunidenco-britànica dirigida per Richard Loncraine, estrenada l'any 1995. Ha estat doblada al català.

## Argument

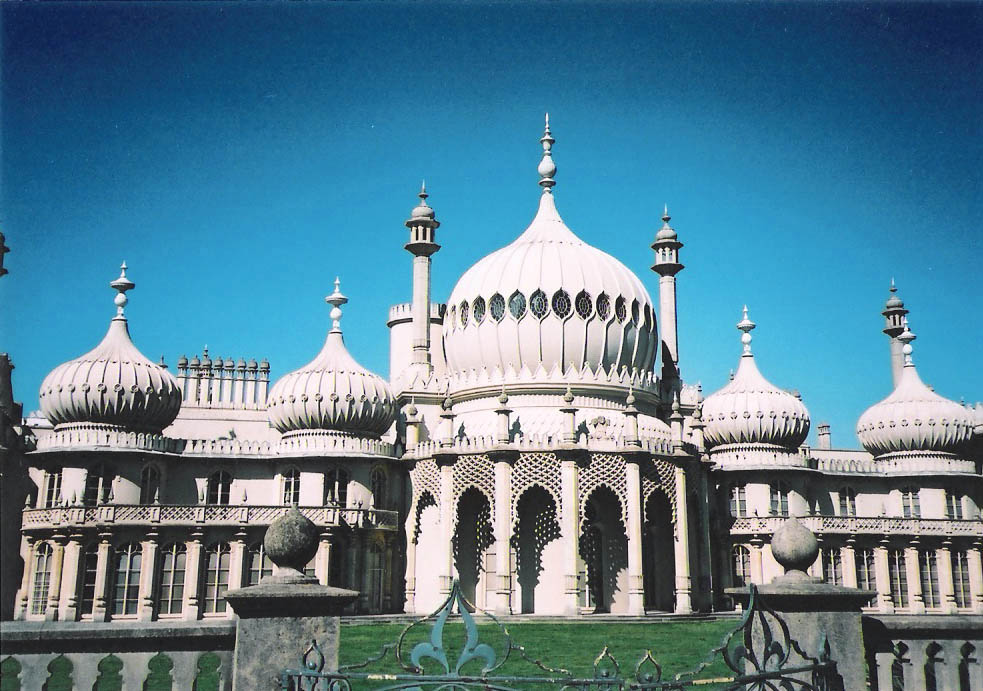
El pavelló reial de Brighton va ser filmat i reposat artificialment prop d'un penya-segat sobre la costa; al film el converteix en residència de jubilació pel rei Eduard després de la seva destitució.

Ricard, últim germà del rei Eduard IV, duc de Gloucester, neix deforme i esguerrat. Devorat per l'ambició, acumula homicidis i s'obre camí cap al tron. Esdevé, així, el rei Ricard III d'Anglaterra. El film transporta la tragèdia de Ricard III de William Shakespeare, als anys 1930 i utilitza l'imaginari nazi per acompanyar l'ascensió al poder del personatge principal.

## Repartiment
- Ian McKellen: Ricard, duc de Gloucester, després com a rei Ricard III
- Annette Bening: la reina Elisabet
- Jim Broadbent: el duc de Buckingham
- Robert Downey Jr.: el comte Rivers
- Kristin Scott Thomas: lady Anna Neville
- Maggie Smith: la duquessa de York
- John Wood: el rei Eduard IV
- Nigel Hawthorne: el duc de Clarence
- Adrian Dunbar: James Tyrell
- Tim McInnerny: William Catesby
- Jim Carter: William Hastings
- Dominic West: el comte de Richmond
- Stacey Kent: la cantant de jazz

## Al voltant de la pel·lícula
Al·lusió a Eduard VIII (paper del rei Eduard IV) que va abdicar per haver-se casat amb una americana divorciada, i que va mostrar una certa simpatia a la consideració de Hitler.
La rèplica shakespiriana «Un cavall ! Un cavall ! El meu regne per un cavall !» («A horse! A horse! My kingdom for a horse!») és pronunciada mentre Ricard III es troba en un jeep immobilitzat.

## Premis i nominacions
Premis 
- 1996: Berlinale 1996
  - Millor director per Richard Loncraine
- 1997: British Academy Film Awards 1997
  - BAFTA al millor disseny de producció per Tony Burrough
  - BAFTA al millor vestuari per Shuna Harwood

Nominacions
- 1996: Oscars 1996 :
  - Millor direcció artística per Tony Burrough
  - Oscar al millor vestuari per Shuna Harwood
- 1996: Globus d'Or 1996
  - Globus d'Or al millor actor dramàtic per Ian McKellen
- 1997: British Academy Film Awards 1997
  - Millor film britànic per Richard Loncraine
  - Millor actor per Ian McKellen
  - Millor guió adaptat per Ian McKellen i Richard Loncraine

## Crítica
- "Cinematogràfica versió (molt actual) de l'obra de Shakespeare. (...) Antològic paper de McKellen"[3]
- "Potent i barroca. Posada en escena impactant i tèrbola. Obra de risc, amb els seus inconvenients"[4]